# 萨利尼亚克
萨利尼亚克（法語：Salignac，法語發音：[saliɲak]）是法国吉伦特省的一个旧市镇，属于布莱区。2016年，萨利尼亚克与邻近的2个市镇合并为新市镇瓦勒德维尔韦。

## 地理
萨利尼亚克（45°0'57"N, 0°22'53"W）面积13.04 平方千米，位于法国新阿基坦大区吉倫特省，该省份为法国西南部沿海省份，是法國本土面积最大的省，北起滨海夏朗德省，西临大西洋，南至朗德省，东南接洛特-加龍省，东临多爾多涅省。
与萨利尼亚克接壤的市镇（或旧市镇、城区）包括：瓦勒德维尔韦、戈里亚盖、拉朗德德弗龙萨克、马尔瑟奈、马尔萨斯、穆亚克、圣安德烈-德屈布扎克、圣热内德弗龙萨克、韦拉克。

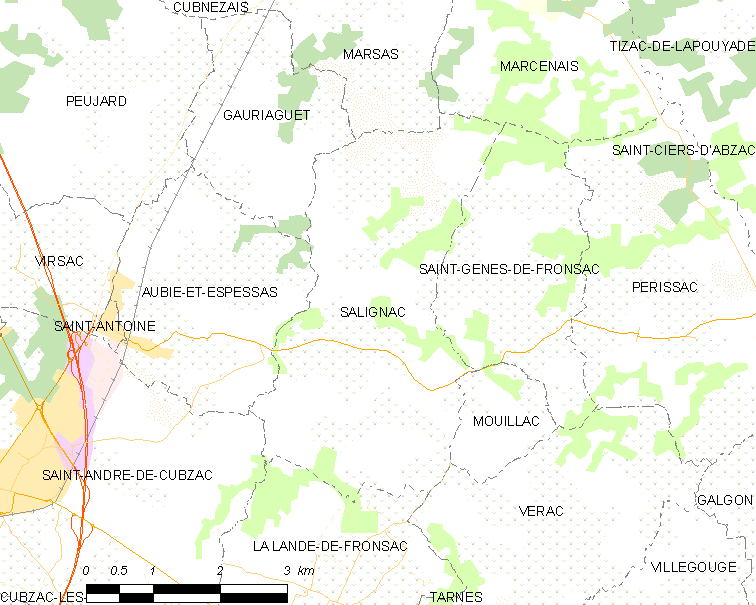
萨利尼亚克的OSM定位图

萨利尼亚克的时区为UTC+01:00、UTC+02:00（夏令时）。

## 行政
萨利尼亚克的邮政编码为33240，INSEE市镇编码为33495。

## 政治
萨利尼亚克所属的省级选区为北吉伦特县。

## 人口

1962-2008年间萨利尼亚克人口变化图示

萨利尼亚克于2018年1月1日时的人口数量为1756人。